# Liga Nacional de Baloncesto Profesional de México 2017-2018
La Temporada 2017-2018 de la LNBP fue la decimoctava edición de la Liga Nacional de Baloncesto Profesional de México.
Con la inclusión de cuatro nuevas franquicias, esta campaña marcó la siguiente etapa en el proyecto de expansión de la liga. Los nuevos equipos fueron: Libertadores de Querétaro, Capitanes de la Ciudad de México, Mineros de Zacatecas y Aguacateros de Michoacán, para que fueran 11 las escuadras que tuvieran actividad.
La temporada regular arrancó el viernes 20 de octubre de 2017 y se prolongó durante cuatro meses y medio, aproximadamente hasta la primera semana de marzo. Los enfrentamientos fueron a dos vueltas (ida y vuelta), para un total de 44 jornadas. Mientras que la postemporada se desarrolló entre marzo y abril con los ocho mejores equipos de la campaña regular.

## Eventos destacados
- Se retiraron de la liga los Barreteros de Zacatecas y en su lugar ingresaron los Mineros de Zacatecas, los cuales tuvieron su primera incursión en la LNBP.[3][4][5]
- Reingresaron al circuito los Libertadores de Querétaro.[6][7][8]
- Tuvieron su primera participación en el circuito los Capitanes de la Ciudad de México.[9][10][11]
- Se retiraron de la liga las Garzas de Plata de la UAEH y en su lugar ingresaron los Aguacateros de Michoacán, los cuales tuvieron su primera incursión en la LNBP.[12][13][14]
- Se retiraron de la liga los Indios de Ciudad Juárez.[15][16]
- El jueves 21 de diciembre de 2017 se anunció que FIBA Américas confirmó los grupos y las sedes de la edición 2018 de la Liga de las Américas, en donde Monterrey, Nuevo León sería la sede del "Grupo A" del 19 al 21 de enero de 2018, dicho grupo estuvo conformado de la siguiente manera: Fuerza Regia de Monterrey como equipo anfitrión, Capitanes de Arecibo de Puerto Rico, Ferro Carril Oeste de Argentina y Soles de Mexicali de México.[17][18]

## Campeón de Liga
El Campeonato de la LNBP lo obtuvieron los Soles de Mexicali, los cuales derrotaron en la Serie Final a los Capitanes de la Ciudad de México por 4 juegos a 1, coronándose el equipo cachanilla en calidad de visitante en el propio Gimnasio Olímpico Juan de la Barrera de la Ciudad de México.

## Equipos participantes
| Liga Nacional de Baloncesto Profesional de México 2017-2018 |                   |                                  |               |                                          |           |
| Equipo                                                      | Entrenador        | Ciudad                           | Miembro desde | Pabellón                                 | Capacidad |
| Abejas de León                                              | Jonathan Villegas | León, Guanajuato                 | 2009-2010     | Domo de la Feria                         | 4,463     |
| Aguacateros de Michoacán                                    | Gustavo Pacheco   | Morelia, Michoacán               | 2017-2018     | Auditorio de Usos Múltiples de la UMSNH  | 3,500     |
| Capitanes de la Ciudad de México                            | Ramón Díaz        | Ciudad de México                 | 2017-2018     | Gimnasio Olímpico Juan de la Barrera     | 5,242     |
| Correcaminos UAT Victoria                                   | Luis García       | Ciudad Victoria, Tamaulipas      | 2000          | Gimnasio Multidisciplinario UAT Victoria | 3,500     |
| Fuerza Regia de Monterrey                                   | Paco Olmos        | Monterrey, Nuevo León            | 2001          | Gimnasio Nuevo León Independiente        | 5,000     |
| Libertadores de Querétaro                                   | Giovanni Rivera   | Querétaro, Querétaro             | 2009-2010     | Auditorio General Arteaga                | 4,138     |
| Mineros de Zacatecas                                        | Manolo Cintrón    | Zacatecas, Zacatecas             | 2017-2018     | Gimnasio "Profesor Marcelino González"   | 3,500     |
| Panteras de Aguascalientes                                  | Carlos Gorosito   | Aguascalientes, Aguascalientes   | 2003          | Gimnasio "Hermanos Carreón"              | 3,000     |
| Santos de San Luis                                          | Juan José Pidal   | San Luis Potosí, San Luis Potosí | 2003          | Auditorio Miguel Barragán                | 3,400     |
| Soles de Mexicali                                           | Iván Déniz        | Mexicali, Baja California        | 2005          | Auditorio PSF                            | 4,426     |
| Toros de Nuevo Laredo                                       | José Martínez     | Nuevo Laredo, Tamaulipas         | 2007-2008     | Polyforum Dr. Rodolfo Torre Cantú        | 5,224     |

## Clasificación
- Actualizadas las clasificaciones al 2 de marzo de 2018.[21]

JJ = Juegos Jugados, JG = Juegos Ganados, JP = Juegos Perdidos, PF= Puntos a favor, PC = Puntos en contra, Dif. = Diferencia entre Ptos. a favor y en contra, Ptos. = Puntos Obtenidos = (JGx2)+(JP)
| Clasificación General |                                  |    |    |    |      |      |      |       |
| Posición              | Equipo                           | JJ | JG | JP | PF   | PC   | Dif. | Ptos. |
| 1                     | Soles de Mexicali                | 40 | 26 | 14 | 3576 | 3220 | 356  | 66    |
| 2                     | Capitanes de la Ciudad de México | 40 | 26 | 14 | 3463 | 3243 | 220  | 66    |
| 3                     | Fuerza Regia de Monterrey        | 40 | 25 | 15 | 3312 | 3125 | 187  | 65    |
| 4                     | Mineros de Zacatecas             | 40 | 25 | 15 | 3329 | 3267 | 62   | 65    |
| 5                     | Aguacateros de Michoacán         | 40 | 23 | 17 | 3344 | 3245 | 99   | 63    |
| 6                     | Toros de Nuevo Laredo            | 40 | 22 | 18 | 3438 | 3342 | 96   | 62    |
| 7                     | Correcaminos UAT Victoria        | 40 | 22 | 18 | 3535 | 3554 | -19  | 62    |
| 8                     | Santos de San Luis               | 40 | 19 | 21 | 3408 | 3489 | -81  | 59    |
| 9                     | Abejas de León                   | 40 | 13 | 27 | 3430 | 3727 | -297 | 53    |
| 10                    | Libertadores de Querétaro        | 40 | 11 | 29 | 3432 | 3720 | -288 | 51    |
| 11                    | Panteras de Aguascalientes       | 40 | 8  | 32 | 3339 | 3674 | -335 | 48    |

| Clasificado a los playoffs |

| Eliminado de los playoffs |

## Juego de Estrellas
El XX Juego de las Estrellas de la LNBP se llevó a cabo el domingo 3 de diciembre de 2017 en el Domo de la Feria de León, Guanajuato, casa de las Abejas de León. La Selección de Jugadores Mexicanos se impuso a la de Extranjeros por 163 a 136. Juan Toscano de la Fuerza Regia de Monterrey fue designado como el Jugador Más Valioso del partido.

### Rosters
A continuación se muestran los Rosters tanto de los Jugadores Nacionales como de los Extranjeros que tomaron parte en el Juego de Estrellas.
| Jugador           | Equipo                           |
| ----------------- | -------------------------------- |
| Israel Gutiérrez  | Aguacateros de Michoacán         |
| Juan Toscano      | Fuerza Regia de Monterrey        |
| Lorenzo Mata      | Soles de Mexicali                |
| Pedro Meza        | Capitanes de la Ciudad de México |
| Edgar Garibay     | Abejas de León                   |
| Fernando Benítez  | Capitanes de la Ciudad de México |
| Raúl Bórquez      | Libertadores de Querétaro        |
| Cezar Guerrero    | Correcaminos UAT Victoria        |
| P. J. Reyes       | Mineros de Zacatecas             |
| Irwin Ávalos      | Santos de San Luis               |
| Ray Barreno       | Panteras de Aguascalientes       |
| Michael Lizárraga | Abejas de León                   |
| Roberto Nelson    | Toros de Nuevo Laredo            |
| Jaron Martín      | Panteras de Aguascalientes       |

| Jugador            | Equipo                           |
| ------------------ | -------------------------------- |
| Juan Coronado      | Aguacateros de Michoacán         |
| Denis Clemente     | Fuerza Regia de Monterrey        |
| Mark Borders       | Santos de San Luis               |
| Eric McClellan     | Mineros de Zacatecas             |
| Steven Pledger     | Abejas de León                   |
| Emmanuel Andújar   | Capitanes de la Ciudad de México |
| Jonathan Rodríguez | Libertadores de Querétaro        |
| Terrance King      | Abejas de León                   |
| Eugene Phelps      | Soles de Mexicali                |
| Kennedy Jones Jr.  | Correcaminos UAT Victoria        |
| Reginald Larry     | Abejas de León                   |
| Michael Glover     | Panteras de Aguascalientes       |

### Partido
| 3 de diciembre, 17:00 | Extranjeros                                                                  | 136–163              | Mexicanos                                                         | León, Guanajuato                                                           |  |
|                       | Parciales: 32-27, 41-41, 32-49, 31-46                                        |                      |                                                                   |                                                                            |  |
|                       | Estadísticas Eugene Phelps (29) Jonathan Rodríguez (6) Kennedy Jones Jr. (5) | Reporte Pts Reb Asts | Estadísticas Cezar Guerrero (35) Ray Barreno (6) Juan Toscano (7) | Pabellón: Domo de la Feria Árbitros: Rubén Méndez José Ayala Omar Bermúdez |  |

### Torneo de Triples y Torneo de Clavadas
El estadounidense Steven Pledger de las Abejas de León ganó el concurso de Tiros de 3, al imponerse al puertorriqueño Isaac Sosa de las Panteras de Aguascalientes en la ronda final. Mientras que Juan Toscano de la Fuerza Regia de Monterrey ganó el concurso de Clavadas, derrotando en la última ronda al estadounidense Terrance King de las Abejas de León.
| 1. Steven Pledger (Abejas) 2. Justin Ávalos (Santos) 3. Isaac Sosa (Panteras) 4. Eder Zúñiga (Abejas) 5. Emmanuel Andújar (Capitanes) 6. Mark Borders (Santos) |  | 1. Juan Toscano (Fuerza Regia) 2. P. J. Reyes (Mineros) 3. Terrance King (Abejas) |

## Playoffs
|  | Cuartos de final | Cuartos de final | Cuartos de final |              |   | Semifinales      | Semifinales      | Semifinales      |  |   | Final           | Final           | Final           |  |
|  | 6 - 15 de marzo  | 6 - 15 de marzo  | 6 - 15 de marzo  |              |   | 18 - 28 de marzo | 18 - 28 de marzo | 18 - 28 de marzo |  |   | 3 - 10 de abril | 3 - 10 de abril | 3 - 10 de abril |  |
|  |                  |                  |                  |              |   |                  |                  |                  |  |   |                 |                 |                 |  |
|  |                  |                  |                  |              |   |                  |                  |                  |  |   |                 |                 |                 |  |
|  | 1                | 'Soles'          | 3                |              |   |                  |                  |                  |  |   |                 |                 |                 |  |
|  | 1                | 'Soles'          | 3                |              |   |                  |                  |                  |  |   |                 |                 |                 |  |
|  | 8                | Santos           | 1                |              |   |                  |                  |                  |  |   |                 |                 |                 |  |
|  | 8                | Santos           | 1                |              | 1 | 'Soles'          | 4                |                  |  |   |                 |                 |                 |  |
|  |                  |                  |                  |              | 1 | 'Soles'          | 4                |                  |  |   |                 |                 |                 |  |
|  |                  |                  | 5                | Aguacateros  | 2 |                  |                  |                  |  |   |                 |                 |                 |  |
|  | 4                | Mineros          | 5                | Aguacateros  | 2 | 1                |                  |                  |  |   |                 |                 |                 |  |
|  | 4                | Mineros          |                  |              |   |                  |                  |                  |  |   |                 |                 |                 |  |
|  | 5                | 'Aguacateros'    | 3                |              |   |                  |                  |                  |  |   |                 |                 |                 |  |
|  | 5                | 'Aguacateros'    | 3                |              |   |                  |                  |                  |  | 1 | 'Soles'         | 4               |                 |  |
|  |                  |                  |                  |              |   |                  |                  |                  |  | 1 | 'Soles'         | 4               |                 |  |
|  |                  |                  | 2                | Capitanes    | 1 |                  |                  |                  |  |   |                 |                 |                 |  |
|  | 2                | 'Capitanes'      | 2                | Capitanes    | 1 | 3                |                  |                  |  |   |                 |                 |                 |  |
|  | 2                | 'Capitanes'      |                  |              |   |                  |                  |                  |  |   |                 |                 |                 |  |
|  | 7                | Correcaminos     | 2                |              |   |                  |                  |                  |  |   |                 |                 |                 |  |
|  | 7                | Correcaminos     | 2                |              | 2 | 'Capitanes'      | 4                |                  |  |   |                 |                 |                 |  |
|  |                  |                  |                  |              | 2 | 'Capitanes'      | 4                |                  |  |   |                 |                 |                 |  |
|  |                  |                  | 3                | Fuerza Regia | 1 |                  |                  |                  |  |   |                 |                 |                 |  |
|  | 3                | 'Fuerza Regia'   | 3                | Fuerza Regia | 1 | 3                |                  |                  |  |   |                 |                 |                 |  |
|  | 3                | 'Fuerza Regia'   |                  |              |   |                  |                  |                  |  |   |                 |                 |                 |  |
|  | 6                | Toros            | 2                |              |   |                  |                  |                  |  |   |                 |                 |                 |  |
|  | 6                | Toros            | 2                |              |   |                  |                  |                  |  |   |                 |                 |                 |  |
|  |                  |                  |                  |              |   |                  |                  |                  |  |   |                 |                 |                 |  |

### Cuartos de final

#### Soles de Mexicali vs. Santos de San Luis
| 6 de marzo, 20:15 | Soles de Mexicali                                                    | 87–75                | Santos de San Luis                                                    | Mexicali, Baja California                                                     |  |
|                   | Parciales: 24-21, 25-12, 15-26, 23-16                                |                      |                                                                       |                                                                               |  |
|                   | Estadísticas Eugene Phelps (30) Eugene Phelps (17) Chane Behanan (6) | Reporte Pts Reb Asts | Estadísticas Antonio Peña (19) Arim Solares (12) Jezreel De Jesús (4) | Pabellón: Auditorio PSF Árbitros: Rubén Méndez Roberto Oliveros Armando Ramos |  |

| 7 de marzo, 20:15 | Soles de Mexicali                                                   | 79–94                | Santos de San Luis                                                   | Mexicali, Baja California                                                     |  |
|                   | Parciales: 25-20, 14-21, 21-25, 19-28                               |                      |                                                                      |                                                                               |  |
|                   | Estadísticas Orlando Méndez (22) Chane Behanan (11) Joseph Soto (4) | Reporte Pts Reb Asts | Estadísticas Antonio Peña (31) Antonio Peña (12) Leroy Hickerson (7) | Pabellón: Auditorio PSF Árbitros: Rubén Méndez Roberto Oliveros Armando Ramos |  |

| 10 de marzo, 19:00 | Santos de San Luis                                               | 71–93                | Soles de Mexicali                                                   | San Luis Potosí, San Luis Potosí                                                          |  |
|                    | Parciales: 14-27, 25-25, 20-17, 12-24                            |                      |                                                                     |                                                                                           |  |
|                    | Estadísticas Antonio Peña (17) Arim Solares (9) Antonio Peña (3) | Reporte Pts Reb Asts | Estadísticas Eugene Phelps (20) Lucas Martínez (11) Joseph Soto (7) | Pabellón: Auditorio Miguel Barragán Árbitros: Jorge Martínez Daniel García Vicente Torres |  |

| 11 de marzo, 19:00 | Santos de San Luis                                                | 76–79                | Soles de Mexicali                                                     | San Luis Potosí, San Luis Potosí                                                    |  |
|                    | Parciales: 16-18, 20-20, 23-16, 17-25                             |                      |                                                                       |                                                                                     |  |
|                    | Estadísticas Antonio Peña (23) Arim Solares (11) Arim Solares (2) | Reporte Pts Reb Asts | Estadísticas Orlando Méndez (17) Chane Behanan (8) Orlando Méndez (8) | Pabellón: Auditorio Miguel Barragán Árbitros: Daniel García Rafael Rodea José Ayala |  |

#### Capitanes de la Ciudad de México vs. Correcaminos UAT Victoria
| 6 de marzo, 21:00 | Capitanes de la Ciudad de México                                                 | 81–86                | Correcaminos UAT Victoria                                           | Ciudad de México                                                                                       |  |
|                   | Parciales: 15-23, 29-21, 16-15, 21-27                                            |                      |                                                                     | |  |
|                   | Estadísticas Rigoberto Mendoza (24) Rigoberto Mendoza (11) Rigoberto Mendoza (3) | Reporte Pts Reb Asts | Estadísticas Justin Giddens (18) Kleon Penn (13) Cezar Guerrero (6) | Pabellón: Gimnasio Olímpico Juan de la Barrera Árbitros: Omar Bermúdez Daniel García Krishna Domínguez |  |

| 7 de marzo, 21:00 | Capitanes de la Ciudad de México                                               | 91–58                | Correcaminos UAT Victoria                                            | Ciudad de México                                                                                      |  |
|                   | Parciales: 14-13, 22-12, 37-17, 18-16                                          |                      |                                                                      | |  |
|                   | Estadísticas Rigoberto Mendoza (22) Ernesto Oglivie (13) Rigoberto Mendoza (4) | Reporte Pts Reb Asts | Estadísticas Justin Giddens (19) Aarón Pérez (11) Cezar Guerrero (2) | Pabellón: Gimnasio Olímpico Juan de la Barrera Árbitros: Daniel García Hortencia Sánchez Luis Miranda |  |

| 10 de marzo, 18:00 | Correcaminos UAT Victoria                                          | 92–90                | Capitanes de la Ciudad de México                                       | Ciudad Victoria, Tamaulipas                                                                            |  |
|                    | Parciales: 19-22, 21-18, 23-21, 29-29                              |                      |                                                                        | |  |
|                    | Estadísticas Kennedy Jones (22) Kleon Penn (13) Cezar Guerrero (5) | Reporte Pts Reb Asts | Estadísticas Rigoberto Mendoza (20) Ernesto Oglivie (7) Pedro Meza (6) | Pabellón: Gimnasio Multidisciplinario UAT Victoria Árbitros: Robinson Aracena Omar Bermúdez José Ayala |  |

| 11 de marzo, 12:00 | Correcaminos UAT Victoria                                        | 74–79                | Capitanes de la Ciudad de México                                        | Ciudad Victoria, Tamaulipas                                                                             |  |
|                    | Parciales: 12-15, 25-22, 17-22, 20-20                            |                      |                                                                         | |  |
|                    | Estadísticas Aarón Pérez (25) Kleon Penn (10) Justin Giddens (3) | Reporte Pts Reb Asts | Estadísticas Rigoberto Mendoza (18) Ernesto Oglivie (10) Pedro Meza (3) | Pabellón: Gimnasio Multidisciplinario UAT Victoria Árbitros: Robinson Aracena Rubén Méndez Luis Miranda |  |

| 13 de marzo, 21:00 | Capitanes de la Ciudad de México                                         | 88–74                | Correcaminos UAT Victoria                                            | Ciudad de México                                                                                          |  |
|                    | Parciales: 16-23, 30-21, 22-17, 20-13                                    |                      |                                                                      | |  |
|                    | Estadísticas Rigoberto Mendoza (24) Héctor Hernández (9) Pedro Meza (10) | Reporte Pts Reb Asts | Estadísticas Cezar Guerrero (21) Aarón Pérez (12) Justin Giddens (3) | Pabellón: Gimnasio Olímpico Juan de la Barrera Árbitros: Roberto Oliveros Krishna Domínguez Armando Ramos |  |

#### Fuerza Regia de Monterrey vs. Toros de Nuevo Laredo
| 8 de marzo, 21:00 | Fuerza Regia de Monterrey                                          | 77–73                | Toros de Nuevo Laredo                                                       | Monterrey, Nuevo León                                                                                  |  |
|                   | Parciales: 20-17, 27-17, 9-23, 21-16                               |                      |                                                                             | |  |
|                   | Estadísticas Juan Toscano (16) Jordan Glynn (6) Denis Clemente (5) | Reporte Pts Reb Asts | Estadísticas Jerime Anderson (28) Brandon Swannegan (10) Wilfredo Pagán (7) | Pabellón: Gimnasio Nuevo León Independiente Árbitros: Robinson Aracena Lucio Salazar Alberto Achutegui |  |

| 9 de marzo, 21:00 | Fuerza Regia de Monterrey                                          | 82–78                | Toros de Nuevo Laredo                                                               | Monterrey, Nuevo León                                                                              |  |
|                   | Parciales: 20-18, 22-18, 23-24, 17-18                              |                      |                                                                                     | |  |
|                   | Estadísticas Jordan Glynn (24) Andrew Panko (6) Denis Clemente (6) | Reporte Pts Reb Asts | Estadísticas Alexander Franklin (27) Alexander Franklin (11) Alexander Franklin (4) | Pabellón: Gimnasio Nuevo León Independiente Árbitros: Robinson Aracena Rafael Rodea Andrés Sánchez |  |

| 12 de marzo, 20:30 | Toros de Nuevo Laredo                                                    | 84–79                | Fuerza Regia de Monterrey                                            | Nuevo Laredo, Tamaulipas                                                                         |  |
|                    | Parciales: 22-17, 23-25, 20-17, 19-20                                    |                      |                                                                      |                                                                                                  |  |
|                    | Estadísticas Juan Esteva (19) Alexander Franklin (7) Jerime Anderson (7) | Reporte Pts Reb Asts | Estadísticas Ricardo Powell (18) Juan Toscano (9) Denis Clemente (4) | Pabellón: Polyforum Dr. Rodolfo Torre Cantú Árbitros: Daniel García Omar Bermúdez Vicente Torres |  |

| 13 de marzo, 20:30 | Toros de Nuevo Laredo                                                            | 88–83                | Fuerza Regia de Monterrey                                          | Nuevo Laredo, Tamaulipas                                                                      |  |
|                    | Parciales: 21-22, 21-17, 24-19, 22-25                                            |                      |                                                                    |                                                                                               |  |
|                    | Estadísticas Alexander Franklin (19) Alexander Franklin (13) Jerime Anderson (7) | Reporte Pts Reb Asts | Estadísticas Ricardo Powell (16) Juan Toscano (8) Andrew Panko (4) | Pabellón: Polyforum Dr. Rodolfo Torre Cantú Árbitros: Daniel García Rubén Méndez Luis Miranda |  |

| 15 de marzo, 21:00 | Fuerza Regia de Monterrey                                           | 71–54                | Toros de Nuevo Laredo                                                         | Monterrey, Nuevo León                                                                             |  |
|                    | Parciales: 26-14, 17-13, 20-17, 8-10                                |                      |                                                                               |                                                                                                   |  |
|                    | Estadísticas Juan Toscano (18) Jordan Glynn (8) Cristian Cortés (6) | Reporte Pts Reb Asts | Estadísticas Brandon Swannegan (23) Brandon Swannegan (8) Jerime Anderson (4) | Pabellón: Gimnasio Nuevo León Independiente Árbitros: Roberto Oliveros Omar Bermúdez Rafael Rodea |  |

#### Mineros de Zacatecas vs. Aguacateros de Michoacán
| 6 de marzo, 20:30 | Mineros de Zacatecas                                                 | 95–98                | Aguacateros de Michoacán                                                    | Zacatecas, Zacatecas                                                                                      |  |
|                   | Parciales: 16-28, 25-14, 15-15, 23-22 (T.E.: 16-19)                  |                      |                                                                             | |  |
|                   | Estadísticas Jaime Lloreda (27) Jaime Lloreda (9) Eric McClellan (8) | Reporte Pts Reb Asts | Estadísticas Gilberto Clavell (35) Israel Gutiérrez (12) Roberto Nelson (6) | Pabellón: Gimnasio "Profesor Marcelino González" Árbitros: Lucio Salazar Robinson Aracena Gabriel Ramírez |  |

| 7 de marzo, 20:30 | 'Mineros de Zacatecas'                                                | 96–86                | Aguacateros de Michoacán                                                   | Zacatecas, Zacatecas                                                                                 |  |
|                   | Parciales: 23-22, 25-29, 25-17, 23-18                                 |                      |                                                                            | |  |
|                   | Estadísticas Jaime Lloreda (18) Jaime Lloreda (23) Eric McClellan (7) | Reporte Pts Reb Asts | Estadísticas Gilberto Clavell (20) Israel Gutiérrez (6) Roberto Nelson (8) | Pabellón: Gimnasio "Profesor Marcelino González" Árbitros: Robinson Aracena Omar Bermúdez José Ayala |  |

| 10 de marzo, 19:00 | Aguacateros de Michoacán                                                    | 68–64                | Mineros de Zacatecas                                                   | Morelia, Michoacán                                                                                           |  |
|                    | Parciales: 12-22, 19-16, 12-14, 25-12                                       |                      |                                                                        | |  |
|                    | Estadísticas Israel Gutiérrez (23) Dominic McGuire (14) Dominic McGuire (4) | Reporte Pts Reb Asts | Estadísticas Nicholas Harney (21) Jaime Lloreda (9) Eric McClellan (5) | Pabellón: Auditorio de Usos Múltiples de la UMSNH Árbitros: Roberto Oliveros Krishna Domínguez Armando Ramos |  |

| 11 de marzo, 20:00 | Aguacateros de Michoacán                                               | 125–113              | Mineros de Zacatecas                                                     | Morelia, Michoacán                                                                                        |  |
|                    | Parciales: 27-19, 18-18, 14-23, 24-23 (T.E.: 8-8, 14-14, 20-8)         |                      |                                                                          | |  |
|                    | Estadísticas Tyrone White (25) Israel Gutiérrez (15) Juan Coronado (8) | Reporte Pts Reb Asts | Estadísticas Nicholas Harney (35) Eric McClellan (14) Eric McClellan (6) | Pabellón: Auditorio de Usos Múltiples de la UMSNH Árbitros: Roberto Oliveros Lucio Salazar Jorge Martínez |  |

### Semifinales

#### Soles de Mexicali vs. Aguacateros de Michoacán
| 18 de marzo, 18:15 | Soles de Mexicali                                                    | 81–83                | Aguacateros de Michoacán                                                    | Mexicali, Baja California                                                      |  |
|                    | Parciales: 29-10, 17-20, 12-30, 23-23                                |                      |                                                                             |                                                                                |  |
|                    | Estadísticas Lucas Martínez (24) Eugene Phelps (8) Eugene Phelps (5) | Reporte Pts Reb Asts | Estadísticas Gilberto Clavell (20) Dominic McGuire (11) Dominic McGuire (5) | Pabellón: Auditorio PSF Árbitros: Roberto Oliveros Rafael Rodea Vicente Torres |  |

| 19 de marzo, 18:15 | Soles de Mexicali                                                     | 84–72                | Aguacateros de Michoacán                                                   | Mexicali, Baja California                                                     |  |
|                    | Parciales: 21-9, 15-25, 19-17, 29-21                                  |                      |                                                                            |                                                                               |  |
|                    | Estadísticas Eugene Phelps (25) Eugene Phelps (12) Lucas Martínez (6) | Reporte Pts Reb Asts | Estadísticas Stephen Soriano (16) Dominic McGuire (10) Dominic McGuire (5) | Pabellón: Auditorio PSF Árbitros: Daniel García Vicente Torres Andrés Sánchez |  |

| 22 de marzo, 19:00 | Aguacateros de Michoacán                                                | 70–77                | Soles de Mexicali                                                  | Morelia, Michoacán                                                                                       |  |
|                    | Parciales: 14-10, 25-28, 16-19, 15-20                                   |                      |                                                                    | |  |
|                    | Estadísticas Tyrone White (16) Israel Gutiérrez (10) Roberto Nelson (6) | Reporte Pts Reb Asts | Estadísticas Eugene Phelps (36) Eugene Phelps (10) Joseph Soto (4) | Pabellón: Auditorio de Usos Múltiples de la UMSNH Árbitros: Rubén Méndez Jorge Martínez Adrián Fernández |  |

| 23 de marzo, 19:00 | Aguacateros de Michoacán                                                 | 88–74                | Soles de Mexicali                                                  | Morelia, Michoacán                                                                                     |  |
|                    | Parciales: 18-20, 33-18, 15-21, 22-15                                    |                      |                                                                    | |  |
|                    | Estadísticas Gilberto Clavell (17) Stephen Soriano (7) Juan Coronado (5) | Reporte Pts Reb Asts | Estadísticas Eugene Phelps (18) Eugene Phelps (10) Joseph Soto (6) | Pabellón: Auditorio de Usos Múltiples de la UMSNH Árbitros: Daniel García Armando Ramos Andrés Sánchez |  |

| 25 de marzo, 19:00 | Aguacateros de Michoacán                                                    | 96–100               | Soles de Mexicali                                                     | Morelia, Michoacán                                                                                    |  |
|                    | Parciales: 27-18, 19-18, 19-31, 18-16 (T.E.: 13-17)                         |                      |                                                                       | |  |
|                    | Estadísticas Stephen Soriano (26) Israel Gutiérrez (10) Dominic McGuire (7) | Reporte Pts Reb Asts | Estadísticas Chane Behanan (31) Chane Behanan (14) Orlando Méndez (6) | Pabellón: Auditorio de Usos Múltiples de la UMSNH Árbitros: Jorge Martínez Daniel García Rafael Rodea |  |

| 28 de marzo, 20:15 | Soles de Mexicali                                                    | 80–76                | Aguacateros de Michoacán                                          | Mexicali, Baja California                                                         |  |
|                    | Parciales: 17-21, 19-13, 29-21, 15-21                                |                      |                                                                   |                                                                                   |  |
|                    | Estadísticas Eugene Phelps (19) Eugene Phelps (8) Lucas Martínez (6) | Reporte Pts Reb Asts | Estadísticas Tyrone White (22) Tyrone White (6) Juan Coronado (3) | Pabellón: Auditorio PSF Árbitros: Robinson Aracena Gabriel Ramírez Vicente Torres |  |

#### Capitanes de la Ciudad de México vs. Fuerza Regia de Monterrey
| 18 de marzo, 18:00 | Capitanes de la Ciudad de México                                            | 69–68                | Fuerza Regia de Monterrey                                              | Ciudad de México                                                                                         |  |
|                    | Parciales: 9-17, 12-20, 26-21, 22-10                                        |                      |                                                                        | |  |
|                    | Estadísticas Ernesto Oglivie (17) Ernesto Oglivie (12) Emmanuel Andújar (4) | Reporte Pts Reb Asts | Estadísticas Ricardo Powell (19) Juan Toscano (14) Cristian Cortés (4) | Pabellón: Gimnasio Olímpico Juan de la Barrera Árbitros: Robinson Aracena Rubén Méndez Hortencia Sánchez |  |

| 19 de marzo, 16:00 | Capitanes de la Ciudad de México                                          | 75–62                | Fuerza Regia de Monterrey                                             | Ciudad de México                                                                                        |  |
|                    | Parciales: 24-8, 16-18, 19-18, 16-18                                      |                      |                                                                       | |  |
|                    | Estadísticas Emmanuel Andújar (23) Ernesto Oglivie (11) Gabriel Girón (4) | Reporte Pts Reb Asts | Estadísticas Andrew Panko (15) Edward Ayileke (7) Cristian Cortés (5) | Pabellón: Gimnasio Olímpico Juan de la Barrera Árbitros: Adrián Fernández Omar Bermúdez Gabriel Ramírez |  |

| 22 de marzo, 21:00 | Fuerza Regia de Monterrey                                        | 83–69                | Capitanes de la Ciudad de México                                              | Monterrey, Nuevo León                                                                          |  |
|                    | Parciales: 18-10, 22-22, 25-20, 18-17                            |                      |                                                                               |                                                                                                |  |
|                    | Estadísticas Juan Toscano (18) Juan Toscano (7) Juan Toscano (7) | Reporte Pts Reb Asts | Estadísticas Héctor Hernández (22) Héctor Hernández (15) Héctor Hernández (3) | Pabellón: Gimnasio Nuevo León Independiente Árbitros: Roberto Oliveros José Ayala Luis Miranda |  |

| 23 de marzo, 21:00 | Fuerza Regia de Monterrey                                            | 80–81                | Capitanes de la Ciudad de México                                               | Monterrey, Nuevo León                                                                                |  |
|                    | Parciales: 19-17, 18-19, 17-25, 26-20                                |                      |                                                                                | |  |
|                    | Estadísticas Ricardo Powell (26) Ricardo Powell (6) Juan Toscano (5) | Reporte Pts Reb Asts | Estadísticas Rigoberto Mendoza (22) Rigoberto Mendoza (9) Emmanuel Andújar (6) | Pabellón: Gimnasio Nuevo León Independiente Árbitros: Robinson Aracena Gabriel Ramírez Omar Bermúdez |  |

| 25 de marzo, 16:00 | Fuerza Regia de Monterrey                                        | 68–70                | Capitanes de la Ciudad de México                                         | Monterrey, Nuevo León                                                                                 |  |
|                    | Parciales: 9-19, 25-16, 25-15, 9-20                              |                      |                                                                          | |  |
|                    | Estadísticas Andrew Panko (22) Jordan Glynn (8) Andrew Panko (5) | Reporte Pts Reb Asts | Estadísticas Ernesto Oglivie (22) Héctor Hernández (8) Gabriel Girón (5) | Pabellón: Gimnasio Nuevo León Independiente Árbitros: Roberto Oliveros Hortencia Sánchez Luis Miranda |  |

### Final

#### Soles de Mexicali vs. Capitanes de la Ciudad de México
| 3 de abril, 21:00 | Soles de Mexicali                                                      | 80–69                | Capitanes de la Ciudad de México                                        | Mexicali, Baja California                                                             |  |
|                   | Parciales: 19-23, 22-15, 27-17, 12-14                                  |                      |                                                                         |                                                                                       |  |
|                   | Estadísticas Eugene Phelps (27) Chane Behanan (11) Orlando Méndez (10) | Reporte Pts Reb Asts | Estadísticas Rigoberto Mendoza (15) Héctor Hernández (9) Pedro Meza (4) | Pabellón: Auditorio PSF Árbitros: Roberto Oliveros Robinson Aracena Hortencia Sánchez |  |

| 4 de abril, 21:00 | Soles de Mexicali                                                     | 78–80                | Capitanes de la Ciudad de México                                               | Mexicali, Baja California                                                     |  |
|                   | Parciales: 17-17, 17-22, 22-21, 22-20                                 |                      |                                                                                |                                                                               |  |
|                   | Estadísticas Orlando Méndez (21) Eugene Phelps (9) Orlando Méndez (7) | Reporte Pts Reb Asts | Estadísticas Héctor Hernández (23) Héctor Hernández (11) Rigoberto Mendoza (4) | Pabellón: Auditorio PSF Árbitros: Robinson Aracena Daniel García Luis Miranda |  |

| 7 de abril, 18:00 | Capitanes de la Ciudad de México                                         | 84–85                | Soles de Mexicali                                                 | Ciudad de México                                                                                        |  |
|                   | Parciales: 18-12, 23-23, 28-24, 15-26                                    |                      |                                                                   | |  |
|                   | Estadísticas Rigoberto Mendoza (25) Héctor Hernández (10) Pedro Meza (5) | Reporte Pts Reb Asts | Estadísticas Eugene Phelps (31) Eugene Phelps (8) Joseph Soto (3) | Pabellón: Gimnasio Olímpico Juan de la Barrera Árbitros: Roberto Oliveros Daniel García Gabriel Ramírez |  |

| 8 de abril, 19:00 | Capitanes de la Ciudad de México                                        | 74–79                | Soles de Mexicali                                                   | Ciudad de México                                                                                         |  |
|                   | Parciales: 24-22, 12-17, 30-14, 8-26                                    |                      |                                                                     | |  |
|                   | Estadísticas Jonatan Machado (23) Jonatan Machado (8) Gabriel Girón (6) | Reporte Pts Reb Asts | Estadísticas Lucas Martínez (16) Lucas Martínez (8) Joseph Soto (3) | Pabellón: Gimnasio Olímpico Juan de la Barrera Árbitros: Robinson Aracena Roberto Oliveros Armando Ramos |  |

| 10 de abril, 19:00 | Capitanes de la Ciudad de México                                    | 83–87                | Soles de Mexicali                                                     | Ciudad de México                                                                                     |  |
|                    | Parciales: 17-21, 14-18, 21-16, 31-32                               |                      |                                                                       | |  |
|                    | Estadísticas Gabriel Girón (31) Gabriel Girón (9) Gabriel Girón (5) | Reporte Pts Reb Asts | Estadísticas Chane Behanan (21) Lucas Martínez (8) Orlando Méndez (5) | Pabellón: Gimnasio Olímpico Juan de la Barrera Árbitros: Rubén Méndez Robinson Aracena Daniel García |  |

## Líderes individuales
A continuación se muestran a los líderes individuales de la temporada 2017-2018.
| Categoría               | Jugador                                                       | Equipo                                                                        | Marca |
| ----------------------- | ------------------------------------------------------------- | ----------------------------------------------------------------------------- | ----- |
| Valoración              | Eugene Hasson Phelps                                          | Soles de Mexicali                                                             | 960   |
| Puntos promedio         | Jonathan John Rodríguez                                       | Libertadores de Querétaro                                                     | 27.04 |
| Rebotes promedio        | Ricardo Arturo Powell                                         | Fuerza Regia de Monterrey                                                     | 10.0  |
| Asistencias promedio    | Jerime Anthony Anderson                                       | Toros de Nuevo Laredo                                                         | 7.63  |
| Tiros de 2              | Eugene Hasson Phelps                                          | Soles de Mexicali                                                             | 321   |
| Tiros de 3              | Johnathan Justin Flowers                                      | Soles de Mexicali                                                             | 101   |
| Tiros de 3 promedio     | Gary Ricks Mondragón Jr.                                      | Toros de Nuevo Laredo                                                         | 4.14  |
| Tiros Libres            | Kennedy Fitzgerald Jones Jr.                                  | Correcaminos UAT Victoria                                                     | 188   |
| Minutos promedio        | Jonathan John Rodríguez                                       | Libertadores de Querétaro                                                     | 39.58 |
| Faltas Cometidas prom.  | Alexander Oriakhi                                             | Fuerza Regia de Monterrey                                                     | 4.14  |
| Faltas Recibidas prom.  | Travis Gabbidon Ricardo Arturo Powell Jonathan John Rodríguez | Libertadores de Querétaro Fuerza Regia de Monterrey Libertadores de Querétaro | 6.5   |
| Robos de Balón prom.    | Chane Xavier Behanan Richard Dominique Roby                   | Soles de Mexicali                                                             | 2.0   |
| Pérdidas de balón prom. | Antonio Miguel Peña Wright                                    | Santos de San Luis                                                            | 3.25  |
| Tapones prom.           | J'mison Morgan                                                | Santos de San Luis                                                            | 2.17  |

## Designaciones
A continuación se muestran las designaciones a los mejores jugadores de la temporada 2017-2018.
| Designación                     | Ganador                            | Equipo                           |
| ------------------------------- | ---------------------------------- | -------------------------------- |
| Jugador del año                 | Eugene Hasson Phelps               | Soles de Mexicali                |
| Guardia del año                 | Eric Jamal McClellan               | Mineros de Zacatecas             |
| Delantero del año               | Eugene Hasson Phelps               | Soles de Mexicali                |
| Centro del año                  | José Jaime Lloreda Ferrón          | Mineros de Zacatecas             |
| Jugador más valioso mexicano    | Héctor Humberto Hernández Gallegos | Capitanes de la Ciudad de México |
| Jugador más valioso extranjero  | Eugene Hasson Phelps               | Soles de Mexicali                |
| Jugador revelación del año      | Aaron Valdes                       | Soles de Mexicali                |
| Jugador más valioso de la final | Orlando Homer Méndez-Valdez        | Soles de Mexicali                |
| Novato del año                  | Jaron Michael Martin               | Panteras de Aguascalientes       |
| Entrenador del año              | Iván Eduardo Déniz O"Donnell       | Soles de Mexicali                |

 =  Cuenta con nacionalidad mexicana. 

## Equipo ideal
A continuación se muestra al equipo ideal de la temporada 2017-2018.
| Posición  | Jugador                            | Equipo                           |
| --------- | ---------------------------------- | -------------------------------- |
| Base      | Eric Jamal McClellan               | Mineros de Zacatecas             |
| Escolta   | Johnathan Justin Flowers           | Soles de Mexicali                |
| Alero     | Eugene Hasson Phelps               | Soles de Mexicali                |
| Ala-pívot | Héctor Humberto Hernández Gallegos | Capitanes de la Ciudad de México |
| Pívot     | José Jaime Lloreda Ferrón          | Mineros de Zacatecas             |